# Roland Hayes
Roland Wiltse Hayes (3 de junio de 1887- 1 de enero de 1977) fue un tenor y compositor lírico afroestadounidense. Los críticos elogiaron sus habilidades y versatilidad lingüística demostradas con canciones en francés, alemán e italiano. No tuvieron en cuenta a los predecesores de Hayes como conocidos concertistas afroamericanos, incluidas Sissieretta Jones y Marie Selika. Junto con Marian Anderson y Paul Robeson, Hayes fue uno de los primeros en romper una barrera en el repertorio clásico cuando en 1939 grabó con Columbia.

## Primeros años y familia
Hayes nació en Curryville, Georgia, el 3 de junio de 1887, hijo de William Hayes (fallecido ca. 1898) y su esposa Fannie (o Fanny, de soltera Mann; ca. 1848 - después de 1920), arrendatarios en la plantación donde su madre había sido esclava; la granja Hayes se encontraba en una de las extensiones de tierra entregadas por el propietario de la plantación llamado Culpepper a algunos negros que trabajaban para él tras la abolición de la esclavitud al término de la Guerra de Secesión. El padre de Roland, quien fue su primer maestro de música, a menudo lo llevaba a cazar y le enseñó a apreciar los sonidos musicales de la naturaleza.
Cuando Hayes tenía 11 años, su padre murió y su madre se mudó con la familia a Chattanooga, Tennessee. William Hayes afirmó tener ascendencia cheroqui, mientras que su bisabuelo materno, Aba Ougi (rebautizado como Charles Mann) era un jefe tribal de Costa de Marfil. Aba Ougi fue capturado y enviado como esclavo a los Estados Unidos en 1790.

La Iglesia Bautista Mt. Zion en Curryville (fundada por la madre de Roland) es donde Roland escuchó por primera vez la música que apreciaría para siempre, los espirituales negros. El trabajo de Roland era aprender nuevos espirituales de los ancianos y enseñarlos a la congregación. Explicó sobre el comienzo de su carrera como pianista:
Me encontré con un nuevo método para hacer contrapesos de hierro para marcos", dijo, "y eso me dio un pequeño aumento de sueldo y un poco de tiempo libre. En ese momento nunca había escuchado música real, aunque había recibido algunas lecciones de retórica de un profesor de Georgia. Pero un día, un pianista vino a nuestra iglesia en Chattanooga y a mí, como miembro del coro, se me pidió que cantara un solo con él. Al pianista le gustó mi voz, me tomó de la mano y me introdujo a los discos fonográficos de Caruso. Eso me abrió los cielos. La belleza de lo que se podía hacer con la voz me abrumó.
Hayes se formó con Arthur Calhoun, organista y director de coro, en Chattanooga. Roland comenzó a estudiar música en la Universidad de Fisk en Nashville en 1905, aunque solo tenía una educación de sexto grado. La madre de Hayes pensó que estaba desperdiciando dinero porque creía que los afroamericanos no podían ganarse la vida cantando. Como estudiante, comenzó a actuar en público, haciendo giras con los Fisk Jubilee Singers en 1911. Continuó sus estudios en Boston con Arthur Hubbard, quien accedió a darle lecciones solo si Hayes iba a su casa en lugar de a su estudio. No quería que Roland lo avergonzara apareciendo en su estudio con sus estudiantes blancos. Durante su período de estudio con Hubbard, trabajó como mensajero para Hancock Life Insurance Company para mantenerse. 

## Carrera temprana

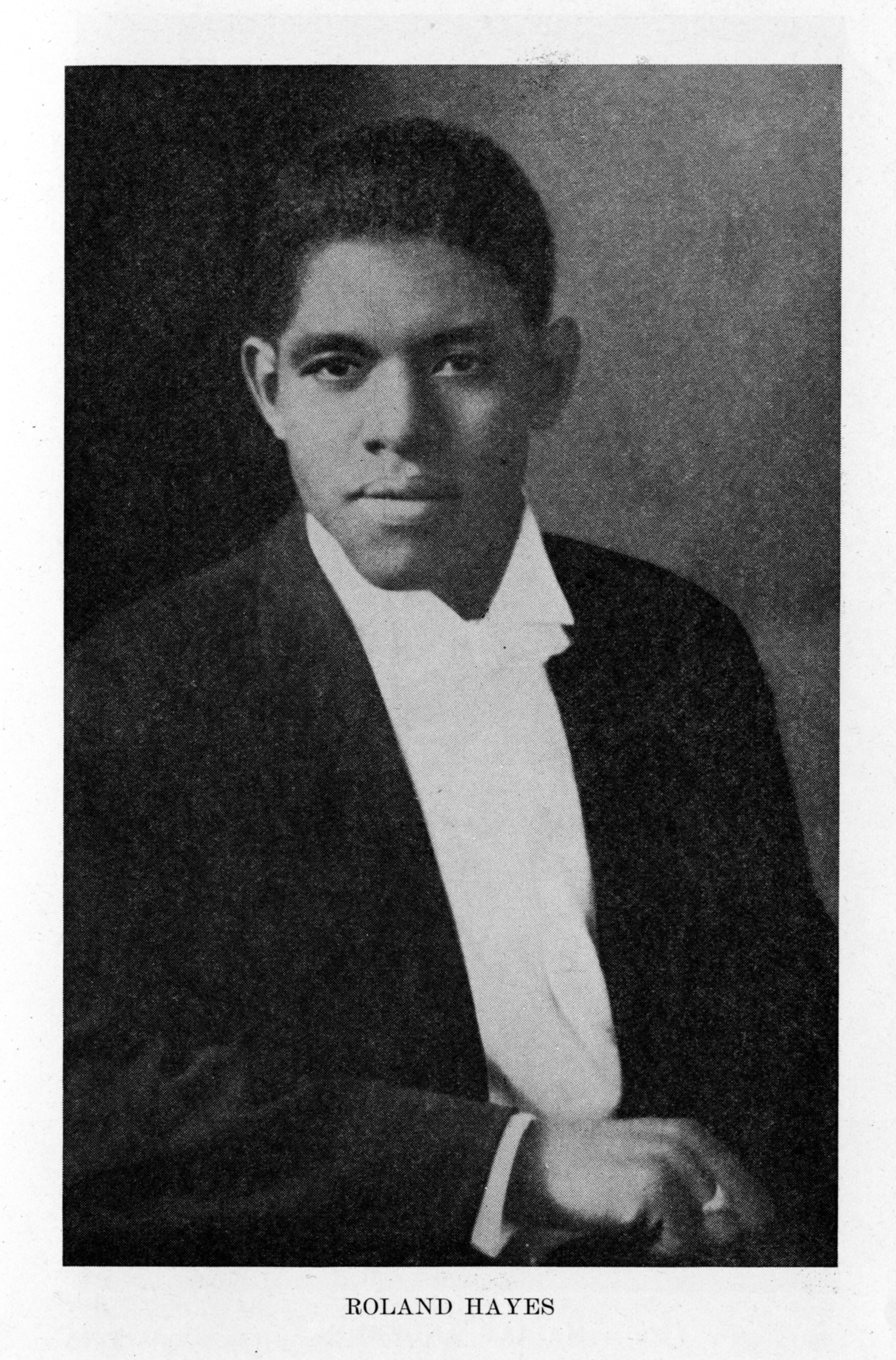
Roland Hayes al inicio de su carrera.

En enero de 1915, Hayes se estrenó en Manhattan, Nueva York, en conciertos presentados por el director de orquesta Walter F. Craig. Hayes interpretó sus propios arreglos musicales en recitales de 1916 a 1919, realizando giras de costa a costa. Para su primer recital no pudo encontrar un patrocinador, por lo que usó 200 dólares de su propio dinero para alquilar el Jordan Hall para su recital de música clásica. Para ganar dinero, realizó una gira por iglesias y universidades negras en el sur. En 1917 anunció su segundo concierto, que se llevaría a cabo en el Symphony Hall de Boston. El 15 de noviembre de 1917, se vendieron todos los asientos de la sala y el concierto de Hayes fue un éxito tanto musical como financiero, pero la industria de la música aún no lo consideraba uno de los mejores intérpretes de música clásica. Cantó en los recitales previos a la Cuaresma de Walter Craig y en varios conciertos en el Carnegie Hall. Actuó con la Orquesta de Filadelfia, y en los Festivales de Música de Color de Atlanta y en los conciertos del Conservatorio de Washington. En 1917, realizó una gira con el Hayes Trio, que formó con el barítono William Richardson (cantante) y el pianista William Lawrence (piano).
En abril de 1920, Hayes viajó por primera vez a Europa. Comenzó sus lecciones con Sir George Henschel, quien fue el primer director de la Orquesta Sinfónica de Boston, y dio su primer recital en el Aeolian Hall de Londres en mayo de 1920 con el pianista Lawrence Brown como acompañante. Pronto, Hayes estaba cantando en las capitales de Europa y era bastante famoso. Casi un año después de su llegada a Europa, Hayes ofreció un concierto en el Wigmore Hall de Londres. Al día siguiente, recibió una citación del rey Jorge V y la reina María para dar una actuación en el Palacio de Buckingham. Regresó a los Estados Unidos en 1923. Hizo su debut oficial el 16 de noviembre de 1923 en el Symphony Hall de Boston cantando piezas de Berlioz, Mozart y espirituales, bajo la dirección de Pierre Monteux, que recibió elogios de la crítica. Fue el primer solista afroamericano en presentarse con la Orquesta Sinfónica de Boston. Fue galardonado con la Medalla Spingarn en 1924.

## Carrera posterior
Hayes finalmente consiguió una gestión profesional con la Compañía de Conciertos de la Orquesta Sinfónica de Boston. Según los informes, ganaba 100,000 dólares al año en este momento de su carrera. En Boston también trabajó como profesor de canto. Una de sus alumnas fue la soprano canadiense Frances James. Publicó partituras musicales para una colección de espirituales en 1948 como Mis canciones: Canciones populares religiosas afroamericanas arregladas e interpretadas.
En 1925, Hayes tuvo una aventura con una aristócrata austriaca casada, Bertha Henriette Katharina Nadine, Gräfin von Colloredo-Mansfeld (21 de junio de 1890, Týnec - 29 de enero de 1982, Auch), que resultó en un embarazo. Bertha se había casado en Viena el 10 de agosto de 1909 con un miembro de una familia principesca alemana, Hieronymus von Colloredo (3 de noviembre de 1870, Dobříš - 29 de agosto de 1942, Praga), que era veinte años mayor que ella. Él se negó a permitir que el niño esperado llevara su apellido o que se criara junto con los cuatro hijos mayores de la pareja, logrando discretamente obtener el divorcio en Praga el 8 de enero de 1926, mientras Bertha dejaba su hogar en Zbiroh, Checoslovaquia, para dar a luz al hijo de Hayes en Basilea, Suiza. Hayes se ofreció a adoptar al niño, mientras que la condesa buscaba retomar su relación de pareja, aunque ocultándola, hasta finales de la década de 1920. Su hija, Maya Kolowrat, se casaría con el trabajador agrícola emigrado ruso, más tarde pintor, Yuri Mikhailovich Bogdanoff (28 de enero de 1928, Leningrado - 2012). Más tarde, Maya dio a luz en Saint-Lary, Gers, a los gemelos Igor y Grichka Bogdanoff en 1949, quienes más tarde atribuyeron su temprano interés por las ciencias al acceso sin obstáculos de su infancia a la biblioteca del castillo de su abuela materna.
Desde finales de la década de 1930, Hayes dejó de hacer giras por Europa porque el cambio de política y el ascenso del Partido Nazi lo hicieron un recurso desfavorable para los artistas afroamericanos.
En 1932, mientras estaba en Los Ángeles, para una presentación en el Hollywood Bowl, se casó con Helen Alzada Mann (1893–1988). La nueva Sra. Hayes nació en Chattanooga y se graduó de lo que actualmente es la Universidad Estatal de Tennessee. Un año después tuvieron una hija, Afrika Hayes. La familia se mudó a una casa en Brookline, Massachusetts.
Hayes no actuó mucho desde la década de 1940, pero continuó con los conciertos anuales en el Carnegie Hall de Nueva York y las actuaciones en Fisk y otras universidades. En 1966, recibió el grado de doctorado honoris causa en Música de la The Hartt School of Music, Universidad de Hartford. Hayes siguió actuando hasta los 85 años, cuando dio su último concierto en la Longy School of Music de Cambridge. Pudo comprar la tierra en Georgia en la que había crecido cuando era niño. 
Murió el 1 de enero de 1977, cinco años después de su último concierto.

## Reacción racial
Hayes, antes de partir de Praga hacia Berlín en 1924, fue advertido por el cónsul general estadounidense de que no fuera a Alemania hasta que los ejércitos de ocupación se hubieran retirado, ya que los alemanes tenían sentimientos amargos por estar ocupados por ejércitos con tropas negras procedentes de sus colonias. Se publicó una carta abierta al embajador estadounidense en un periódico de Berlín, en la que se pedía "la prevención de cierta calamidad: a saber, el concierto de un negro estadounidense que ha venido a Berlín para profanar el nombre de los poetas y compositores alemanes"; a pesar de esta protesta, Hayes escribió: "Me negué a creer ... que me harían responsable a mí, un ciudadano negro particular de los Estados Unidos, de la presencia de africanos de habla francesa". Hayes reservó su recital en Konzerthaus Berlin sin dificultades. Los alemanes todavía estaban descontentos con su aparición en Berlín, y cuando apareció en el escenario, varios miembros de la audiencia comenzaron a abuchear y silbar al cantante. A pesar del clima hostil, Hayes comenzó a cantar "Du bist die Ruh" de Franz Schubert. La notable voz y el talento musical de Hayes conquistaron al público y su concierto fue un éxito.
La esposa y la hija de Hayes se sentaron por error en asientos reservados para clientes blancos en una zapatería en Rome, Georgia, en 1942. Estalló una discusión que resultó en que las dos se fueran. Más tarde, Hayes se enfrentó al dueño de la tienda, a quien conocía, y resolvió el conflicto. Al irse, Hayes fue agredido por la policía y puesto bajo arresto, y su esposa también fue detenida. Gradualmente, la historia recibió atención nacional y mucha simpatía por Hayes. El oficial de policía que le agredió fue despedido y se presentaron cargos federales en su contra. Un poema de Langston Hughes, titulado "¿Qué tal, Dixie", se refiere al incidente.
Hayes enfrentó fuertes críticas de los activistas anti-Jim Crow por actuar en un teatro integrado en Washington D. C., el 5 de enero de 1926, seguido de un teatro segregado en Baltimore, Maryland, el 7 de enero de 1926.
Hayes enseñó en el Black Mountain College para el instituto de verano de 1945 donde su concierto público fue, según Martin Duberman, "uno de los grandes momentos en la historia de Black Mountain". Después de este concierto, en el que los asientos no segregados funcionaron bien, la escuela tuvo su primer estudiante negro de tiempo completo y miembro de la facultad de tiempo completo.

## Legado
- En 1982, la Universidad de Tennessee en Chattanooga abrió un nuevo centro de interpretación musical, el Roland W. Hayes Concert Hall. La sala de conciertos está ubicada en el centro de Bellas artes Dorothy Patten.
- El Comité Roland Hayes se formó en 1990 para abogar por la inducción de Roland Hayes al Salón de la Fama de la Música de Georgia. En 1992, cuando se incorporó el Consejo de Artes Calhoun Gordon, el Comité Roland Hayes se convirtió en el Museo y Gremio de Música Roland Hayes en Calhoun, Georgia. A la inauguración asistió su hija Afrika.
- Hay un marcador histórico ubicado en los terrenos de Calhoun High School (Calhoun, Georgia) en la esquina noroeste del campus cerca del frente del Auditorio Cívico de Calhoun.[20]
- Hartford Stage y City Theatre (Pittsburgh) compartieron el estreno mundial de Breath & Imagination de Daniel Beaty, un musical basado en la vida de Hayes, el 10 de enero de 2013.
- Parte de la ruta 156 del estado de Georgia recibió su nombre de Hayes.[21]
- Una placa de bronce, montada en un poste de granito, marca la casa de Hayes, en 58 Allerton Street en Brookline, Massachusetts. La placa se dedicó el 12 de junio de 2016 en una ceremonia frente a la casa en la que Hayes vivió durante casi cincuenta años. A la ceremonia asistieron su hija Afrika, el exgobernador de Massachusetts Michael Dukakis, funcionarios de Brookline Town y muchos más.
- Una escuela en Roxbury, Massachusetts lleva su nombre. La Escuela de Música Roland Hayes actualmente imparte cursos para estudiantes de los grados 9-12 de la Escuela de Matemáticas y Ciencias John D. O'Bryant y compartió en el pasado con la Escuela Secundaria Técnica Vocacional Madison Park, parte del sistema de Escuelas Públicas de Boston.[22]

## Discografía

### LP
- Roland Hayes (voz), Reginald Bordman (piano) – La vida de Cristo (Amadeo, 1954)
- Roland Hayes (voz), Reginald Boardman (piano) – Negro Spirituals (Amadeo, 1955)
- Roland Hayes (voz), Reginald Boardman (piano) - "Roland Hayes Sings" (Amadeo AVRS 6033) (Vanguard)
- Roland Hayes (voz), Reginald Boardman (piano) - "Roland Hayes - Christmas Carols of the Nations" (Vanguard VRS7016, 195?) (10")
- Roland Hayes (voz), Reginald Boardman (piano) - "La vida de Cristo" (Vanguard VRS462, 1954)
- Roland Hayes (voz), Reginald Boardman (piano) - "Mis canciones" (Vanguard VRS494, 1956)
- Roland Hayes (voz), Reginald Boardman (piano) - "El arte de Roland Hayes: seis siglos de canciones" (Vanguard VRS448/9, 1966)(2 LP)
- Roland Hayes (voz), Reginald Boardman (piano) - "La vida de Cristo" (Vanguard Everyman SRV352SD, 1976)
- Roland Hayes (voz), Reginald Boardman (piano) - "Canciones populares afroamericanas" (Pelican LP2028, 1983)

### CD
- Roland Hayes (voz), Reginald Boardman (piano) - "El arte de Roland Hayes" (Smithsonian Collection of Recordings RD041, 1990)
- El arte de Roland Hayes: seis siglos de canciones (Preiser, 2010)